# Port lotniczy Hukuntsi
Port lotniczy Hukuntsi – krajowy port lotniczy położony w mieście Hukuntsi, w Botswanie.